# 陸前高田市立広田中学校
陸前高田市立広田中学校（りくぜんたかたしりつ ひろたちゅうがっこう）は、岩手県陸前高田市広田町にあった公立中学校。

## 概要
陸前高田市広田町を校区とする中学校であった。
2013年4月に陸前高田市立小友中学校・陸前高田市立米崎中学校との統合が実施され、陸前高田市立高田東中学校として引き継がれた。

## 沿革
- 1947年（昭和22年）
  - 4月16日 - 広田村立広田中学校として、広田小学校内に仮校舎を設置。
  - 7月1日 - 広田公民館を借り、仮校舎として職員室と1学年の3学級を移転。
  - 12月21日 - 「味噌汁」給食開始。
- 1948年（昭和22年）- 校章を制定する。
- 1951年（昭和26年）- 校歌を制定する。（作詞・大木惇夫、作曲・飯田信夫）
- 1952年（昭和27年）
  - 6月1日 - 町制施行に伴い、広田町立広田中学校と改称。
  - 11月1日 - 敷地造成、新校舎落成（広田町宇天王前64-1）。
- 1955年（昭和30年）1月1日 - 町村合併・市制施行に伴い、陸前高田市立広田中学校と改称。
- 1962年（昭和37年）4月1日 - 学校給食（完全給食）実施。
- 1964年（昭和39年）2月20日 - 技術家庭科室増築竣工。
- 1965年（昭和40年）4月1日 - 特殊学級1学級設置。
- 1970年（昭和45年）2月5日 - 屋内運動場竣工。
- 1972年（昭和47年）9月15日 - 運動クラブ部室竣工。
- 1975年（昭和50年）5月3日 - 国旗掲揚塔設置。（PTA寄贈）
- 1977年（昭和52年）5月18日 - 野球バックネット設置。
- 1982年（昭和57年）2月28日 - 新校舎落成。
- 1997年（平成9年）
  - 1月31日 - 創立50周年記念式典。新屋内運動場竣工。
  - 9月29日 - 「校是」除幕式。
- 2000年（平成12年）10月16日 - トイレ水洗化工事完了。
- 2011年（平成23年）
  - 3月11日 - 東北地方太平洋沖地震（東日本大震災）発生。津波により校舎使用不能に。
  - 4月1日 - 広田小学校を間借りし、仮校舎を置く。
- 2012年（平成24年）9月27日 - 「校舎お別れ会」開催。
- 2013年（平成25年）3月20日 - 広田中学校閉校式典を挙行。

## 校区
- 陸前高田市立広田小学校

## 著名な出身者
- 小松正之 - 水産庁官僚
- 佐々木拓 - 岩手県陸前高田市長、元農林水産省官僚
- 村上弘明 - 俳優
- 黄川田徹 - 元衆議院議員

## 周辺施設
- 広田地区コミュニティセンター

## 交通
- 大船渡線BRT小友駅下車 南へ約3km
- 岩手県道38号大船渡広田陸前高田線